# Jago (escultor)
Jacopo Cardillo (Anagni, 18 de abril de 1987), conocido como Jago, es un artista y escultor italiano. Tras una primera exposición individual en Roma en 2016, vivió y trabajó en Italia, China, Estados Unidos y Emiratos Árabes Unidos. Ha sido profesor invitado en la Academia de Arte de Nueva York, donde en 2018 impartió una clase y una conferencia.

## Biografía
Nacido en Anagni, provincia de Frosinone, Italia, se matriculó tras graduarse de estudios secundarios artísticos en la Academia de Bellas Artes de Frosinone, que abandonó antes de finalizar sus estudios.
En 2011, con sólo 24 años, tras presentación de la historiadora del arte María Teresa Benedetti, fue seleccionado por Vittorio Sgarbi para participar en la 54ª Exposición Internacional de Arte de la Bienal de Venecia. El 21 de noviembre de 2012 recibió de manos del Papa la Medalla Pontificia por la creación de un busto de mármol que representa al Papa Benedicto XVI cubierto con el hábito pontificio, inspirado en el retrato del Papa Pío XI realizado por Adolfo Wildt. Tras la dimisión del Papa, modificó el busto original, despojando al Papa emérito de su túnica y esculpiéndolo con el torso desnudo, titulando la escultura Habemus Hominem, con un juego de palabras con la fórmula habemus papam que enfatiza el retorno a la humanidad.
En 2016 tuvo lugar su primera exposición individual en Roma, titulada Memorie, en la cripta de la Basílica de los Santos Apóstoles. Incluyó una selección de obras realizadas en mármol de Carrara.
En 2018, expuso la obra Venere e Habemus Hominem en el Museo Carlo Bilotti de la villa Borghese de Roma, registrando más de 3.500 visitantes solo en la inauguración. El mismo año participó en la Bienal Internacional de Arte Sacro Contemporáneo y Religiones de la Humanidad en Palermo. Expuso en el Armory Show de Nueva York el mismo año con la obra Donald y en 2019 con Memoria di sé.
En 2019, en Nueva York, esculpió el Hijo Velado, en un bloque de mármol Danby de Vermont. La obra, inspirada en el Cristo Velado de Giuseppe Sanmartino, representa a un niño recostado cubierto con un velo. El 21 de diciembre, la escultura fue colocada en la Capilla de los Blancos de la Iglesia de San Severo extramuros, en el rione Sanità de Nápoles.
También en 2019, con motivo de la Expedición 61 de la Agencia Espacial Europea (ESA), fue el primer artista en enviar una escultura de mármol a la Estación Espacial Internacional. La obra, titulada El primer bebé y que representa el feto de un niño, regresó a la tierra en febrero de 2020 bajo el cuidado del jefe de la misión, Luca Parmitano.
En noviembre de 2020, creo la instalación Look Down en la plaza del Plebiscito de Nápoles, posteriormente trasladada al desierto de Al Haniya en el Emirato de Fuyaira. En octubre de 2021 colocó la obra Piedad en el interior de la Basílica de Santa María in Montesanto (conocida como la Iglesia de los Artistas) en Roma.
El 20 de mayo de 2023 se inauguró el Museo Jago en el rione Sanità de Nápoles. Más de 5 000 personas asistieron al evento para ver algunas de las obras más conocidas del artista en la iglesia de Siant-Aspren en Crociferi.

## Premios
Ha recibido diversos premios, como la Medalla Pontificia (otorgada por el cardenal Ravasi en 2010 a las Academias Pontificias), el Premio Gala de Arte de Montecarlo en 2013, el Premio Pío Catelnel en 2015, el Premio del público en el Feria de arte de Bolonia en 2017. También recibió el título de Master of Stone en MarmoMac 2017.

## Obra
- Ego Laurentius - 2007
- La piel por dentro - 2010
- Huella animal - 2012
- Los cinco sentidos - 2012
- Esqueleto - 2013
- Contenedores - 2015
- Memoria de uno mismo - 2015
- Esfinge - 2015
- Hasta - 2015
- Carne - 2015
- Airavata -2015
- Habemus Hominem - 2016
- Excalibur -2016
- Bloqueo facial - 2016
- Eataly (helado) - 2016
- Prisiones - 2016
- Sassi - 2016

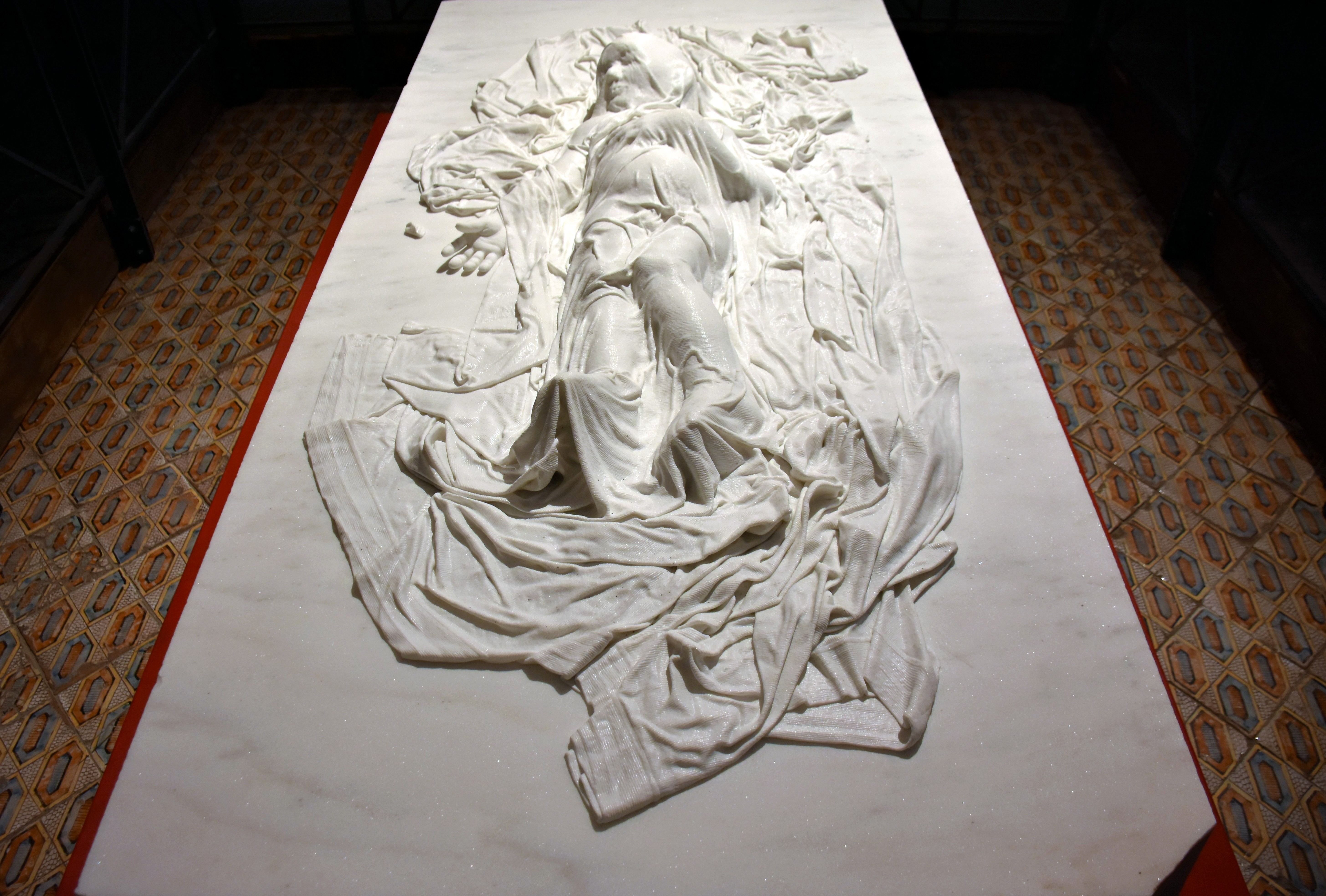
El Hijo Velado

- Sistema circulatorio (serie) - 2017
- Músculo mineral - 2017
- Venus - 2017
- Busto - 2007/2018
- Donald - 2018
- Eataly - 2018
- El sabor de la Libertad - 2019
- El hijo velado - 2019
- El primer bebé - 2019
- Resumen – 2020
- Reliquia - 2020
- Piedad - 2021
- David (boceto) - 2021
- Mármol italiano - 2022
- Ajax y Casandra - 2022
- Narciso - 2023